# Michal Čupr
Michal Čupr (23 de diciembre de 1991) es un deportista checo que compite en esgrima, especialista en la modalidad de espada. Participó en los Juegos Olímpicos de París 2024, obteniendo una medalla de bronce en la prueba por equipos (junto con Jiří Beran, Jakub Jurka, Martin Rubeš).

## Palmarés internacional
| Juegos Olímpicos | Juegos Olímpicos | Juegos Olímpicos  | Juegos Olímpicos   |
| Año              | Lugar            | Medalla           | Prueba             |
| ---------------- | ---------------- | ----------------- | ------------------ |
| 2024             | París (Francia)  | Medalla de bronce | Espada por equipos |